# Jan Radojkovič
Jan Radojkovič (Isola d'Istria, 8 dicembre 1989) è un ex pallamanista sloveno con cittadinanza italiana.
È uno dei migliori marcatori nella storia della Pallamano Trieste, avendo segnato oltre 1600 reti in 350 presenze con la maglia del club giuliano.

## Biografia
È figlio dell'allenatore Fredi Radojkovič.

## Carriera

### Club
Inizia la carriera pallamanistica nella squadra locale del RD Izola. Nel 2008, appena diciottenne, raggiunge il padre a Trieste e vi resta per 9 anni. Nel periodo trascorso nel capoluogo giuliano Radojkovič, nonostante la giovane età, si impone sin da subito e risulta uno dei migliori marcatori in qualsiasi serie.
La permanenza a Trieste si interrompe nella stagione 2017-2018, quando Radojkovič accetta la proposta del SC Meran.
Firmato un accordo di due anni, la stagione non regala molte soddisfazioni e al termine del campionato, rescinde il contratto che lo legava al club altoatesino.
L'8 luglio 2018 viene ufficializzato il suo ritorno a Trieste, venendo scelto come giocatore immagine della campagna abbonamenti.
Il 16 luglio 2020, in seguito al cambio di società che riguarda la Pallamano Trieste, rinnova il contratto.
L'8 agosto 2020 durante l'amichevole precampionato contro la sua ex squadra dell'Izola, Jan subisce la rottura del tendine d'Achille. La mattina successiva viene operato con successo dal dottor Goleb all'ospedale di Isola d'Istria.
L'8 maggio 2021 torna ad essere nei convocati per la partita interna contro la sua ex squadra del Meran.
Il 31 agosto 2024 rende nota attraverso il proprio profilo Facebook la decisione di ritirarsi dall'attività.

### Nazionale
Radojkovič ha presenze nelle nazionali U20 e U21, essendo stato impegnato nelle qualificazioni ai campionati europei U20 del 2009 e alle qualificazioni mondiali U21 del 2010.
Con la nazionale maggiore colleziona 4 presenze e 4 reti tra qualificazioni ai Mondiali 2011 e qualificazioni a Euro12.

## Palmarès

### Competizioni nazionali
- Campionato di Serie A2: 1

2008-09

## Statistiche

### Presenze e reti nei club
Statistiche aggiornate al 3 giugno 2024.
| Stagione        | Squadra         | Campionato      | Campionato | Campionato | Coppe nazionali | Coppe nazionali | Coppe nazionali | Coppe continentali | Coppe continentali | Coppe continentali | Altre coppe | Altre coppe | Altre coppe | Totale | Totale |
| Stagione        | Squadra         | Comp            | Pres       | Reti       | Comp            | Pres            | Reti            | Comp               | Pres               | Reti               | Comp        | Pres        | Reti        | Pres   | Reti   |
| --------------- | --------------- | --------------- | ---------- | ---------- | --------------- | --------------- | --------------- | ------------------ | ------------------ | ------------------ | ----------- | ----------- | ----------- | ------ | ------ |
| 2008-2009       | Trieste         | A1              | 25         | 124        | -               | -               | -               | -                  | -                  | -                  | -           | -           | -           | 25     | 124    |
| 2009-2010       | Trieste         | A1              | 27         | 199        | -               | -               | -               | -                  | -                  | -                  | -           | -           | -           | 27     | 199    |
| 2010-2011       | Trieste         | A1              | 20         | 93         | CI              | 4               | 34              | -                  | -                  | -                  | -           | -           | -           | 24     | 127    |
| 2011-2012       | Trieste         | A               | 24         | 107        | CI              | 3               | 17              | -                  | -                  | -                  | -           | -           | -           | 27     | 124    |
| 2012-2013       | Trieste         | A               | 18         | 32         | -               | -               | -               | -                  | -                  | -                  | -           | -           | -           | 18     | 32     |
| 2013-2014       | Trieste         | A               | 22         | 49         | CI              | 3               | 0               | -                  | -                  | -                  | -           | -           | -           | 25     | 49     |
| 2014-2015       | Trieste         | A               | 22         | 135        | -               | -               | -               | -                  | -                  | -                  | -           | -           | -           | 22     | 135    |
| 2015-2016       | Trieste         | A               | 22         | 78         | CI              | 3               | 6               | -                  | -                  | -                  | -           | -           | -           | 25     | 84     |
| 2016-2017       | Trieste         | A               | 24         | 137        | -               | -               | -               | -                  | -                  | -                  | -           | -           | -           | 24     | 137    |
| 2017-2018       | Meran           | A               | 28         | 69         | -               | -               | -               | -                  | -                  | -                  | -           | -           | -           | 28     | 69     |
| 2018-2019       | Trieste         | A               | 26         | 144        | CI              | 1               | 4               | -                  | -                  | -                  | -           | -           | -           | 27     | 148    |
| 2019-2020       | Trieste         | A               | 19         | 125        | CI              | 1               | 11              | -                  | -                  | -                  | -           | -           | -           | 20     | 136    |
| 2020-2021       | Trieste         | A               | 5          | 0          | -               | -               | -               | -                  | -                  | -                  | -           | -           | -           | 5      | 0      |
| 2021-2022       | Trieste         | A               | 23         | 57         | -               | -               | -               | -                  | -                  | -                  | -           | -           | -           | 23     | 57     |
| 2022-2023       | Trieste         | A2              | 30         | 216        | -               | -               | -               | -                  | -                  | -                  | -           | -           | -           | 30     | 216    |
| 2023-2024       | Trieste         | A               | 29         | 75         | -               | -               | -               | -                  | -                  | -                  | -           | -           | -           | 29     | 75     |
| Totale Trieste  | Totale Trieste  | Totale Trieste  | 336        | 1577       |                 | 15              | 72              |                    | 0                  | 0                  |             | 0           | 0           | 350    | 1649   |
| Totale carriera | Totale carriera | Totale carriera | 363        | 1650       |                 | 15              | 72              |                    | 0                  | 0                  |             | 0           | 0           | 379    | 1718   |

### Cronologia, presenze e reti in nazionale
Aggiornato al 12 giugno 2010
| Data       | Città   | In casa    | Risultato | Ospiti  | Competizione        | Reti |
| ---------- | ------- | ---------- | --------- | ------- | ------------------- | ---- |
| 15-01-2010 | Alcamo  | Grecia     | 34-22     | Italia  | Qual. Mondiali 2011 | 2    |
| 17-01-2010 | Alcamo  | Montenegro | 28-26     | Italia  | Qual. Mondiali 2011 | 2    |
| 11-06-2010 | Tbilisi | Italia     | 30-25     | Georgia | Qual. Euro12        |      |
| 12-06-2010 | Tbilisi | Finlandia  | 34-35     | Italia  | Qual. Euro12        |      |
| Totale     |         | Presenze   | 4         |         | Reti                | 4    |